# Parisacalles
Parisacalles är ett släkte av skalbaggar. Parisacalles ingår i familjen vivlar.
Kladogram enligt Catalogue of Life:
| Parisacalles | \| \| Parisacalles crispus \| \| \| \| \| \| Parisacalles granulifer \| \| \| \| \| \| Parisacalles guadelupensis \| \| \| \| |
|              | \| \| Parisacalles crispus \| \| \| \| \| \| Parisacalles granulifer \| \| \| \| \| \| Parisacalles guadelupensis \| \| \| \| |
|              | Parisacalles crispus |
|              | |
|              | Parisacalles granulifer |
|              | |
|              | Parisacalles guadelupensis |
|              | |